# Malgasiella griveaudi
Malgasiella griveaudi är en insektsart som först beskrevs av Young 1986.  Malgasiella griveaudi ingår i släktet Malgasiella och familjen dvärgstritar. Inga underarter finns listade i Catalogue of Life.